# Балтійська учительська семінарія

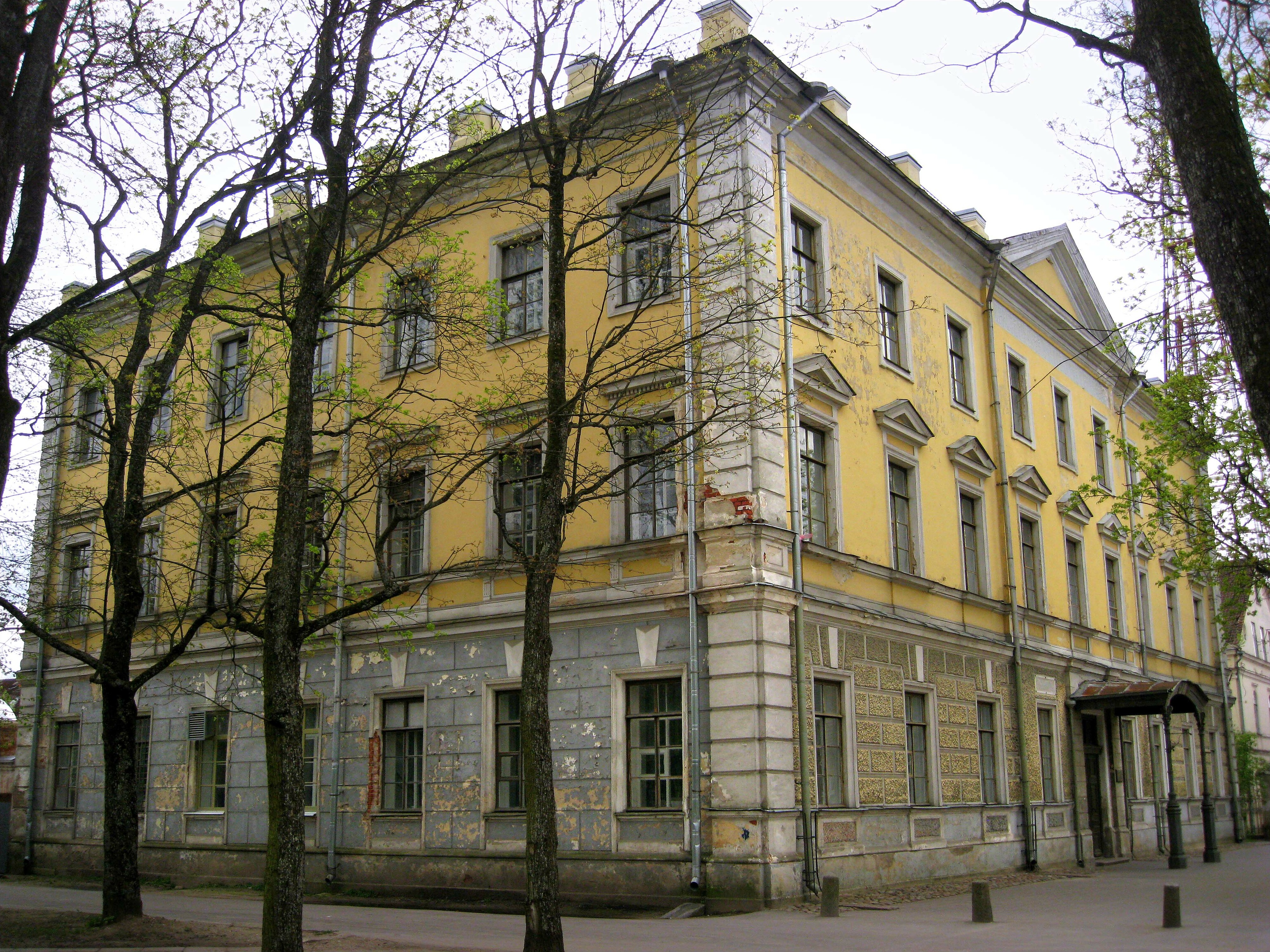
Будівля, в якій семінарія працювала з 1886 року

Балтійська учительська семінарія — навчальний заклад, що діяв у 1870—1915 рр., перший державний педагогічний навчальний заклад у Латвії (вчительські семінарії у Вольмарі і Цираві, що відкрилися раніше, належали губернським шляхетським союзам, тобто вважалися приватними. Розташовувалася спочатку у Ризі, а з 1886 у Гольдингені (нині Кулдіга).

## Підготовка вчителів для латиських шкіл
Навчальна програма будувалася на основі прийнятого Міністерством народної освіти «Положення про вчительські семінарії » 1870 та «Інструкції для вчительських семінарій» 1875 . На семінарії за межами центральної частини Російської імперії покладалася функція підготовки кадрів не тільки для росіян, так і парафіяльних училищ для латишів.
Спочатку навчання тривало три роки і велося російською мовою, проте обов'язковими також були латиська та німецька мови. Створена 1870 Рада у справах сільських православних народних училищ Балтійських губерній стежила за коректністю перекладу підручників місцевими мовами, тобто провадила імперську цензуру. Так, при підготовці видання «Початкових настанов у православній вірі» Дмитра Соколова естонською та латиською мовами на цензуру кожного з них 30 грудня 1874 рішенням Ради було виділено по 70 рублів.
Крім церковних дисциплін викладалися історія, педагогіка та математика, природознавство та його історія. Крім того, учні займалися музикою. 
У 1873 хор семінарії взяв участь у Першому Вселатвійському святі пісні, відкривши його першим виконанням пісні Карліса Бауманіса «Боже, благослови Латвію», що згодом стала державним гімном країни.
У 1877 тривалість навчання була збільшена до чотирьох років для підвищення якості підготовки педагогів.
У 1879 для семінарії було збудовано нову будівлю в Ризі. Проте вже через сім років семінарію було переведено до Гольдингену. Студенти семінарії взяли активну участь у революції 1905 року. З початком Першої світової війни семінарію було евакуйовано до Чистополя, де на її основі в 1919 було засновано Чистопольський інститут народної освіти (нині Чистопольський педагогічний коледж). У колишній будівлі семінарії у 1924 відкрилася Кулдизька державна середня школа (потім гімназія), за совітів будівля продовжувала функціонувати як школа та професійно-технічне училище, з 2008 у ньому діє Кулдизька професійна школа технології та туризму.
За роки роботи семінарії її закінчила 1026 людина. Серед випускників були видатні діячі латвійської та естонської культури — державний діяч Антс Пійп, письменники Віліс Плудоніс та Судрабу Еджус, архітектор Ернест Поле та ін.